# 2年目のジンクス
2年目のジンクス（にねんめのジンクス）とは主にプロスポーツや芸能界のジンクスの一つ。

## スポーツ
特にプロ野球の世界では1年目に新人王を獲得したり、記録などをつくって活躍したルーキーや、前年度より大幅に成績を上げてブレイクした選手の2年目は成績が悪化する、というもの。
2年目のジンクスが生じる原因として、もっとも大きいと考えられるのは相手チームによるマークが強くなることである。相手チームから徹底して弱点を研究され、対策を講じられることで、成績を落としてしまうことが多い。その上、相手側の対策のため思うような結果が得られなくなると、それまでのような結果を求めるあまり焦ってさらに成績を落とす、という悪循環にもなりうる。また、周囲の注目や期待も大きくなり、心理面でのプレッシャーが大きくなることも考えられる。一方、統計学では「平均への回帰」であると考えられている。
2000年代以降では、データ分析が飛躍的に発達した結果、2年目どころか1年目の後半戦には成績が急降下する事も多くなっている。弱点が判明すれば、瞬時に他球団も同様の攻め方を徹底する戦術が浸透していることも理由と考えられる。
しかし、2010年代以降には相手選手の研究や分析がさらに高度化され、他球団の「攻略」とそれに対応する「対策」のサイクルが短くなっていると指摘もあり、実際に最優秀新人を獲得した選手が翌年も好成績を残すことが多くなった。

## 芸能界
- 1年目で新人賞などを受賞したが、2年目は後が続かない歌手、俳優など。歌手やお笑いタレントの場合は一発屋とも呼ばれることもある。
- かつて開催されていた、日本テレビ音楽祭ではデビュー2年目の歌手に与えられる賞として「金の鳩賞」が存在した。
- ピンク・レディーが1990年に一時的に再結成をした時にレコーディングされた曲のタイトル。同曲はアルバム『BEST ONE』に収録された。